# Pseudochazara atlantis
Pseudochazara atlantis (Marokkaanse heremiet) is een vlinder uit de familie van de Nymphalidae, uit de onderfamilie van de Satyrinae. De soort is voor het eerst wetenschappelijk beschreven door Jules Léon Austaut in een publicatie uit 1905.

## Verspreiding
De soort komt voor in Marokko (Hoge Atlas en westelijke Rifgebergte) tussen 1600 en 3000 meter hoogte.

## Vliegtijd en biotoop
De vlinder vliegt in één generatie van midden juni tot begin augustus, afhankelijk van de hoogte. Het biotoop bestaat uit kale rotsachtige hellingen.

## Ondersoorten
- Pseudochazara atlantis atlantis (Austaut, 1905)
- Pseudochazara atlantis colini (Wyatt, 1952)
  - = Satyrus atlantis colini Wyatt, 1952